# Nephelistis congenitalis
Nephelistis congenitalis är en fjärilsart som beskrevs av George Francis Hampson 1905. Nephelistis congenitalis ingår i släktet Nephelistis och familjen nattflyn. Inga underarter finns listade i Catalogue of Life.